# Emil Viklický
Emil Viklický, (Olomouc, 1948. november 23. –) cseh dzsesszzongorista, zeneszerző.

## Pályafutása
Apja tanácsára Viklický matematikát tanult az olmützi Palacký Egyetem Természettudományi Karán 1971-ig. A szimmetrikus polinomokról szóló diplomamunkájáért doktorátust kellett volna kapnia, de ezt a kar vezetése ideológiai okokból megakadályozta.
A hadseregben eltöltött idő után, amelyet zongorista volt. 1974-től 1989-ig Karel Velebný SHQ együttesében játszott. 1977–1978-ban a bostoni Berklee College of Music-on tanult zeneszerzést, majd magánórákat vett George Crumb és Václav Kučera mellett.
Karel Velebný halála után átvette a frýdlanti nyári jazz tanfolyamok irányítását. A cintányéros és énekes Zuzana Lapčíkovával megalapította az Ad Lib Moravia Ensemble-t, amely 1994-ben adta ki a „Fast Falls the Rain” című albumot.
1996-ban turnézott az Egyesült Államokban és Mexikóban. Fellépett Lou Blackburnnel, Benny Bailey-vel, Scott Robinsonnal, Eva Olmerovával, Pavla Schönovával, Harald Gundhusszal és a Finnczech Quartettel. Játszott nemzetközi fesztiválokon. 1992-ben a prágai Reduta Jazz Clubban készített felvételeket Jiří Stivín zenekarával. Václav Havel szövegei alapján készült a „The Mystery of Man” című kompozíciója 2004-ben Wynton Marsalis számára.
1991 és 1995 között a „Cseh Dzsessz Társaság” elnöke volt. Zeneszerzőként dzsesszkompozíciók és filmzenék mellett írt operákat, szimfonikus műveket és elektroakusztikus zenét is.

## Albumok
- Okno (1980; újra kiadva:1997)
- Together (1981; újra kiadva: 1996)
- Confluence (1983; újra kiadva: 1995)
- Dveře = Door (1985; újra kiadva: 1997)
- Homage to Joan Miró (1988; újra kiadva: 1989)
- Beyond the Mountains (1990)
- Tauromaquia (1990)
- 'Round Midnight (1991)
- Last Connection from Niirasaki (1995)
- Food of Love (1995; újra kiadva: 1998)
- Homage to Josip Plecnik (1996; újra kiadva: 2004)
- Bohemia After Dark (1997)
- UV Drive (1997)
- Neuro (G1998)
- Duets (1998)
- Docela všední obyčejný den (1998)
- Live in Rudolfinum (2001)
- Morava (2001)
- Trio '01 (2002)
- What's New (2003)
- Summertime (2004)
- Cookin' in Bonn (2006)
- Moravian Gems (2007)
- Jazz Night at the Museum (2007)
- Jazz at Prague Castle (2007)
- Ballads and More (2008)
- Sinfonietta – The Janáček of Jazz (2009)
- The Funky Way of Emil Viklicky (2009)
- Emil Viklicky 60 (2009)
- Vítáme Vás (2009)
- Live in Vienna (2010)
- Kafka on the Shore: Tribute to Haruki Murakami (2011)
- Together Again (Emil Viklický and George Mraz (2014)
- Moravian Romance: Live at JazzFest Brno 2018 with Miroslav Vitous

### Opera
- 2000: Faidra, librettó: Eva Petrová
- 2002: Der Ackermann und der Tod (Oráč a smrt) Johannes von Tepl
- ?...: Máchův deník aneb Hynku, jak si to představuješ?, Karel Hynek Mácha, librettó: Yohanan Kaldi, Nemzeti Színház (Prága)

### Filmzene
- 2012: Rhythm On My Heels, R.: Andrea Sedláčková

## Díjak
1985-ös monacói dzsesszzenei verseny második díja (a „Cacharel”-ért), a Film- és Televíziós Szövetség 1991-es animációs filmzenei díja, az 1994-es bostoni Marimolin kortárs zenei verseny második díja (a „Tristana”-ért), az 1996-os prágai díj az elektroakusztikus zenéért (a „Paradise Park”-ért), a Cseh Zenei Alap 1996-os díja a népzene használatáért, és első helyezés egy 2000-es prágai nemzetközi zeneszerzési versenyen (a „Phaedra” című operáért).